# ديف كاربنتر
ديف كاربنتر (بالإنجليزية: Dave Carpenter)‏ هو موسيقي أمريكي، ولد في 4 نوفمبر 1959 في دايتون في الولايات المتحدة، وتوفي في 24 يونيو 2008 بسبب نوبة قلبية.

## وصلات خارجية
- ديف كاربنتر على موقع IMDb (الإنجليزية)
- ديف كاربنتر على موقع ميوزك برينز (الإنجليزية)
- ديف كاربنتر على موقع أول ميوزيك (الإنجليزية)
- ديف كاربنتر على موقع ديسكوغز (الإنجليزية)